# 남부내륙선
남부내륙선(南部內陸線)은 경상북도 김천시의 김천역과 경상남도 거제시의 거제역을 이을 예정인 고속철도 노선이다. 중부내륙선과 함께 내륙철도망을 이룰 전망이다.

## 노선 정보
- 노선명: 남부내륙선
- 노선번호: 미정
- 노선 거리: 172.38 km
- 운영 기관: 미정
- 궤간: 1,435mm (표준궤)
- 통행방식: 좌측 통행
- 역 수: 7개
- 보안 장치: 미정
- 운행 열차: 미정

## 역사
1940년대에 대전과 삼천포를 연결하는 대삼선이, 1960년대에 김천과 삼천포를 연결하는 김삼선이 착공하였으나 모두 완공되지 못하고 사업이 중단되었다.
1998년, 철도청에서는 성남여주선 등과 함께 김천과 진주를 연결하는 철도 건설 사업에 대하여 타당성 조사를 실시하였고, 그 결과 1999년 하반기에 수립된 철도 건설 계획에 4단계 장기 계획(2013-2020년) 중 하나로 본 노선이 포함되었다. 그러나 사업 진행이 지지부진하자, 본 사업을 조속히 추진하라는 요구가 지자체를 중심으로 이어졌다. 2007년 7월 합천군 의회에서는 철도의 조기 착공을 촉구하였고, 2008년에는 합천, 의령, 성주, 고령 등 네 개 지자체에서 사전조사용역을 실시하였다.
이후 남부내륙선은 2011년 4월 고시된 제2차 국가철도망구축계획에 후반기 착수사업으로 포함되었으며 박근혜 대통령 후보의 경북 지역 공약에도 포함되었다. 2016년 고시된 제3차 국가철도망구축계획에도 이 노선은 준고속철도로 포함되었으나, 2017년 5월에 한국개발연구원(KDI)에서는 2014년에 착수한 예비타당성조사 결과 본 철도가 B/C=0.580 ~ 0.717로 경제적 타당성이 미달한다고 보고하였다.
그러나 문재인 대통령 후보의 경북 지역 공약 사항에 본 사업이 포함된 이후, 지역 사회에서는 원주강릉선처럼 경제성은 낮았지만 예비타당성조사가 면제되었던 사례를 들며 조기 건설을 요구하였다. 결국 2019년 1월에 지역균형발전을 이유로 예비타당성조사가 면제되어 재정사업 추진이 확정되었고, 동년 11월에 기본계획 수립이 시작되었다.
2021년 10월 초안과는 달리 거제역(예정) 부지가 시내인 상문동에서 사등면으로 수정됐으며, 통영 - 거제를 잇는 견내량 해역에서 다리가 아닌 해저터널로 공사를 진행하기로 확정됐다. 또한 통영역(예정)지 역시 용남면 원문마을로 위치가 수정됐다. 성주역, 합천역, 고성역, 통영역, 거제역이 5개의 역이 신설될 예정이다.

### 연혁
- 2025년 12월: 착공 (예정)
- 2030년: 개통 (예정)

## 역 목록
역 개수는 예비타당성조사 안에 따르며, 김천역과 진주역을 제외한 나머지 역명은 모두 가칭이다.
| 역명         | 로마자 역명 | 한자 역명 | 환승   | 역간 거리 | 영업 거리 | 소재지   | 소재지 |
| ------------ | ----------- | --------- | ------ | --------- | --------- | -------- | ------ |
| 김천         | Gimcheon    | 金泉      | 경부선 |           |           | 경상북도 | 김천시 |
| 성주         | Seongju     | 星州      |        |           |           | 경상북도 | 성주군 |
| 합천         | Hapcheon    | 陜川      |        |           |           | 경상남도 | 합천군 |
| 산청(신호장) | Sancheong   | 山淸      |        |           |           | 경상남도 | 산청군 |
| 진주         | Jinju       | 晉州      | 경전선 |           |           | 경상남도 | 진주시 |
| 고성         | Goseong     | 固城      |        |           |           | 경상남도 | 고성군 |
| 통영         | Tongyeong   | 統營      |        |           |           | 경상남도 | 통영시 |
| 거제         | Geoje       | 巨濟      |        |           |           | 경상남도 | 거제시 |

대구광주선을 건설하는 경우 이와 연계하여 성주역과 합천역 사이에 해인사역(가칭)을 신설할 계획이다. 국토교통부에 따르면 주요거점과 접근이 용이한 위치에 신규 역사 설치도 추진할 계획이다. 산청군을 통과하여 적정성 재검토에서 이 지역에 신호장이 추가되었다.

## 같이 보기
- 중부내륙선
- 수도권 내륙선